# Microsoft Gaming
Microsoft Gaming je divize americké technologické společnosti Microsoft zaměřená na videohry a digitální zábavu. Byla založena v roce 2022 se sídlem v Redmondu ve státě Washington. Divize zahrnuje pět hlavních vývojářských a vydavatelských skupin: Xbox Game Studios, Bethesda Softworks (vydavatel ZeniMax Media), Activision, Blizzard Entertainment a King[nepřesný odkaz]. Microsoft Gaming produkuje herní konzole Xbox a související služby, přičemž vedení celé divize zastává Phil Spencer, který od roku 2014 dohlíží na herní aktivity Microsoftu.

## Historie

### Před vznikem Microsoft Gaming (2001–2021)
Ještě před vznikem oficiální herní divize Microsoft Gaming byl Microsoft již aktivní na trhu videoher. S uvedením první konzole Xbox v roce 2001 vzniklo studio Microsoft Game Studios (MGS), které se zaměřovalo na vývoj a publikování her pro Xbox a Windows. V následujících letech Microsoft provedl akvizici několika studií (např. Bungie, Rare, Lionhead Studios) a založil nové interní týmy jako 343 Industries (série Halo) nebo Turn 10 Studios (série Forza).
V roce 2014 po nástupu Satyi Nadelly do funkce generálního ředitele Microsoftu a povýšení Phila Spencera do čela Xboxu zahájila společnost novou akviziční strategii. V témže roce koupila švédské studio Mojang, tvůrce hry Minecraft, za 2,5 miliardy USD. V dalších letech následovaly akvizice dalších vývojářů, včetně Ninja Theory, Obsidian Entertainment, Playground Games a inXile Entertainment.
Rok 2017 znamenal pro Microsoft zásadní strategickou změnu: místo důrazu na exkluzivní tituly se začal více soustředit na herní služby. Výsledkem byl vznik služby Xbox Game Pass, která se stala jedním ze stěžejních prvků celé platformy. V roce 2019 bylo Microsoft Game Studios přejmenováno na Xbox Game Studios, aby lépe ladilo s hardwarem Xbox. V roce 2020 Microsoft koupil společnost ZeniMax Media, mateřskou firmu studií jako id Software, Bethesda Game Studios nebo Arkane Studios, za 8,1 miliardy USD.

Activision-Blizzard

### Vznik Microsoft Gaming a akvizice Activision Blizzard (2022–2023)
Dne 18. ledna 2022 oznámil Microsoft svůj záměr odkoupit společnost Activision Blizzard za 68,7 miliardy USD. Zároveň oznámil vznik nové divize Microsoft Gaming, pod kterou nově spadla studia Xbox Game Studios, ZeniMax Media i Activision Blizzard. Jedním z hlavních důvodů této akvizice byla snaha o vstup do trhu mobilních her, kde Activision Blizzard prostřednictvím značky King dominuje (např. Candy Crush Saga).
Po schválení transakce regulačními úřady byla akvizice dokončena 13. října 2023. Celková cena se vyšplhala na 75,4 miliardy USD, čímž se jednalo o největší herní akvizici v historii. Microsoft se tím stal třetím největším herním vydavatelem na světě podle výnosů a zároveň největším podle počtu zaměstnanců. Od té doby má společnost přes 500 milionů aktivních hráčů měsíčně napříč různými platformami.

## Multiplatformní strategie (2024–současnost)

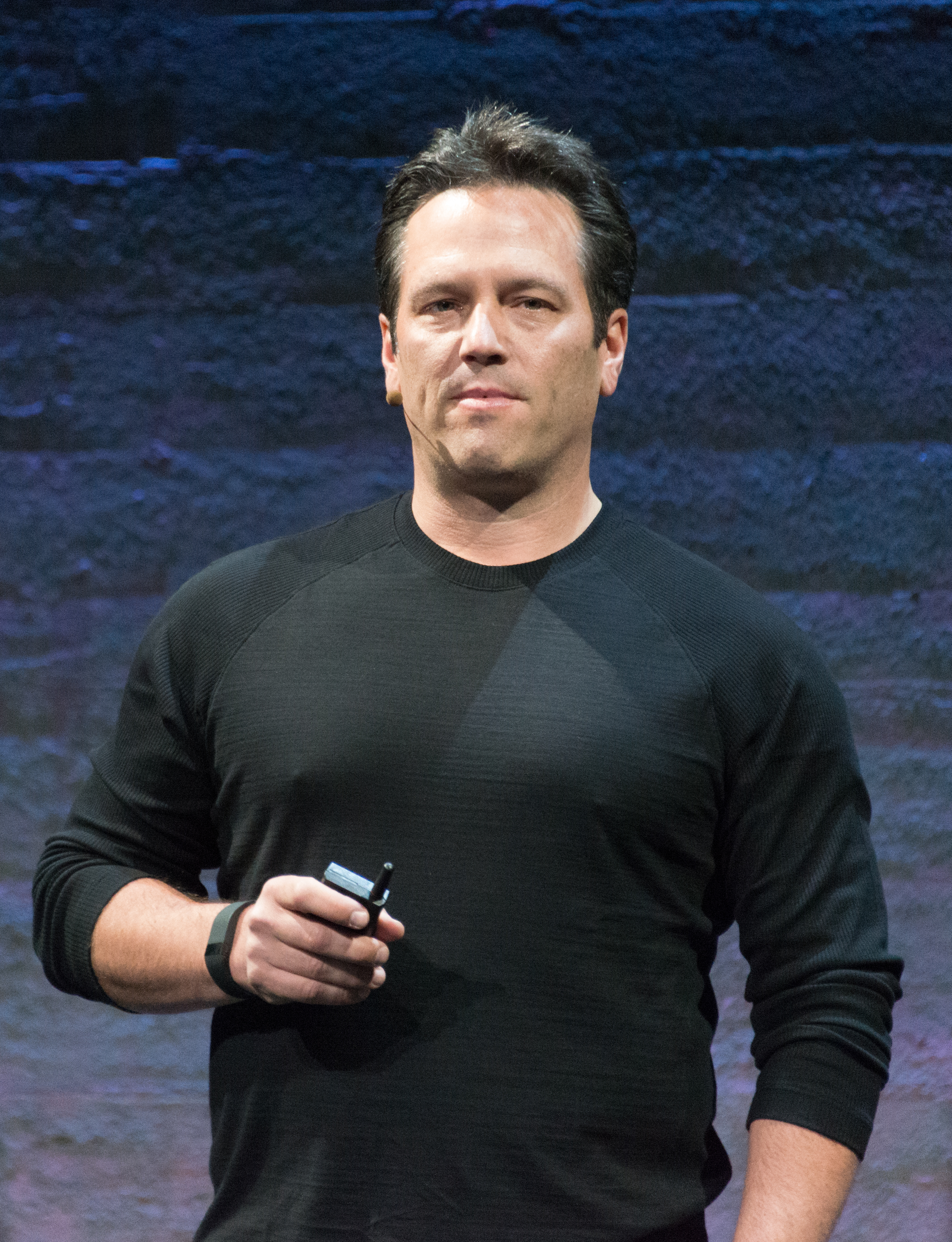
Phil Spencer působí jako generální ředitel (CEO) divize Microsoft Gaming od roku 2022.

Na začátku roku 2024 se začaly objevovat spekulace, že Microsoft plánuje vydávat vybrané exkluzivní tituly také na konkurenčních platformách, včetně PlayStation 5 a Nintendo Switch. Dne 15. února 2024 se konal speciální díl oficiálního podcastu Xboxu, ve kterém Phil Spencer, Sarah Bond a Matt Booty potvrdili, že některé first-party hry budou vydány i mimo ekosystém Xbox. Podle Spencera jde o strategii zaměřenou na rozšíření značek Microsoft Gaming a oslovení širšího publika. Dále uvedl, že v následujících 5–10 letech budou exkluzivní tituly tvořit menší část herního trhu.
Během roku 2024 vyšla řada her od Microsoftu na konkurenčních konzolích – např. Pentiment, Grounded, Hi-Fi Rush nebo Sea of Thieves. Mezi plánované multiplatformní tituly pro rok 2025 patří například Indiana Jones and the Great Circle, Forza Horizon 5, Senua’s Saga: Hellblade II nebo The Elder Scrolls IV: Oblivion Remastered. Většina těchto her má zároveň vyjít na Xbox i PC.
Microsoft také oznámil kampaň „This is an Xbox“, jejímž cílem je ukázat, že hry Xboxu jsou dostupné nejen na konzolích, ale i na zařízeních jako Windows, Smart TV nebo streamovacích zařízeních (např. Amazon Fire TV) prostřednictvím cloudového hraní. Spencer zároveň potvrdil podporu připravované konzole Nintendo Switch 2.

## Vývoj a vydávání her
Microsoft Gaming je třetím největším vydavatelem videoher na světě (po Sony a Tencentu). Vlastní tři hlavní vydavatelské skupiny: Xbox Game Studios, ZeniMax Media (skrze Bethesda Softworks) a Activision Blizzard (včetně Activision, Blizzard Entertainment a King). Dále podporuje nezávislé vývojáře prostřednictvím programů ID@Xbox a Xbox Game Studios Publishing.
Microsoft vlastní některé z nejúspěšnějších herních značek všech dob – např. Minecraft (nejprodávanější hra v historii), Call of Duty, The Elder Scrolls, Halo, Diablo, Overwatch, Candy Crush, Gears of War, Forza či Age of Empires. V roce 2023 společnost oznámila, že vlastní 20 herních značek, které každá vygenerovala více než 1 miliardu USD tržeb.
Microsoft Gaming se zaměřuje na žánry, ve kterých má silnou pozici: FPS (Call of Duty, Halo, Doom), RPG (The Elder Scrolls, Fallout, Fable, Diablo), RTS (Age of Empires, StarCraft) a multiplayerové tituly (Minecraft, Sea of Thieves, World of Warcraft). Naopak v žánru third-person singleplayerových her se potýká s konkurencí firem jako Sony, Nintendo či Capcom.
Phil Spencer opakovaně zdůrazňuje, že cílem není nutně exkluzivita, ale dosažení co nejširšího publika. Microsoft proto investuje do pravidelného vydávání her – od roku 2023 plánuje vydávat vlastní AAA titul každé tři měsíce.

## Herní zařízení a hardware

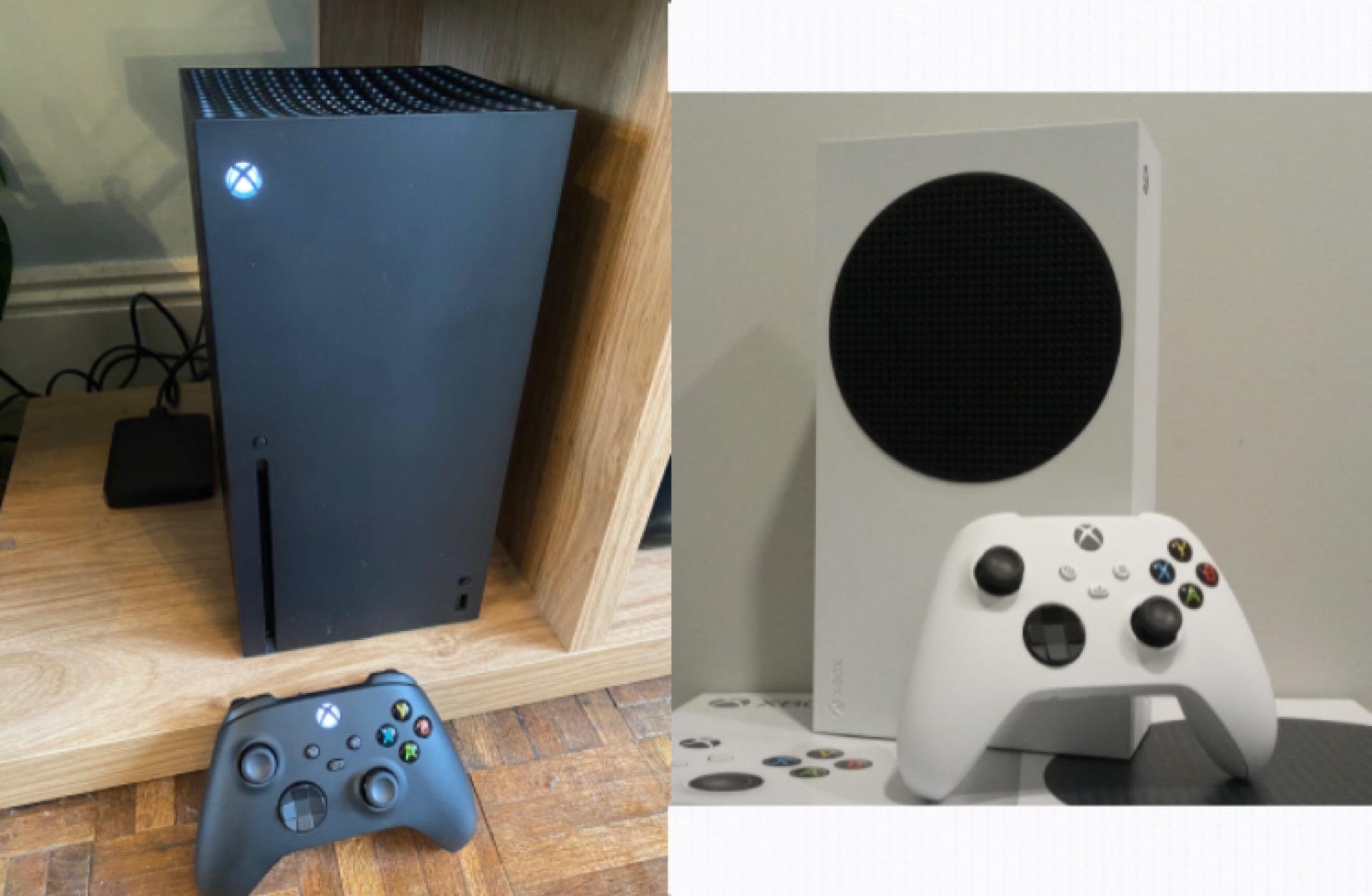
Xbox Series X vlevo a Xbox Series S vpravo – nejnovější herní konzole od Microsoft Gaming.

Herní konzole značky Xbox vyrábí Microsoft od roku 2001. V roce 2020 uvedl čtvrtou generaci konzolí – Xbox Series X (výkonnější verze s podporou 4K) a Xbox Series S (levnější digitální varianta). Do roku 2023 se prodalo přibližně 21 milionů kusů této generace.
Společnost prodává konzole se ztrátou (až 200 USD na kus), zisk generuje z prodeje softwaru a 30% provize z her třetích stran. Od roku 2017 nabízí Microsoft také službu Xbox Game Pass, která umožňuje předplatitelům přístup k rozsáhlé knihovně her.
V roce 2025 Microsoft představil spolupráci s AMD na vývoji nové generace hardwaru Xbox. Ta bude zahrnovat nejen konzole, ale i zařízení pro cloudové hraní a handheldy. Ve spolupráci s firmou Asus byl představen ROG Xbox Ally, přenosné zařízení běžící na Windows s podporou Game Pass, cloudového hraní a dalších platforem.

## Kritika a kontroverze

### Akvizice a monopolní obavy
Akvizice firem ZeniMax Media a Activision Blizzard vyvolaly obavy z možného monopolního chování Microsoftu. Kritici tvrdí, že Microsoft koncentruje příliš mnoho vlivu na herním trhu. Tyto akvizice vedly k debatám o férové konkurenci a dostupnosti her napříč platformami.

### Propouštění a rušení studií
Microsoft čelil kritice za rozsáhlé propouštění – např. v lednu 2024 bylo propuštěno 1 900 zaměstnanců, v červenci dalších 2 000. Zavřena byla studia Arkane Austin, Tango Gameworks a Alpha Dog Games. Zrušeny byly i projekty jako Everwild (Rare) a reboot Perfect Dark. Microsoft byl kritizován i za zrušení oceňované hry Hi-Fi Rush navzdory jejím úspěchům.

### Toxické pracovní prostředí
Investigativní zprávy odhalily toxické pracovní prostředí v některých studiích, například v Undead Labs nebo historicky ve firmě Activision Blizzard, kde došlo k diskriminaci a sexuálnímu obtěžování. Po akvizici Activision Blizzard přislíbil Microsoft zlepšení podmínek a v roce 2023 bylo vyplaceno odškodnění ve výši 54 milionů USD.

## Firemní struktura
Divizi Microsoft Gaming vede Phil Spencer, který je jejím generálním ředitelem (CEO) od roku 2022. Pod něj spadají následující klíčové pozice:
| Funkce                             | Jméno          | Odpovědnost                                                 |
| ---------------------------------- | -------------- | ----------------------------------------------------------- |
| Generální ředitel (CEO)            | Phil Spencer   | Celkové vedení herní divize Microsoftu                      |
| Prezidentka Xboxu                  | Sarah Bond     | Vedení týmu odpovědného za konzole Xbox a ekosystém         |
| Prezident herního obsahu a studií  | Matt Booty     | Dohled nad Xbox Game Studios, ZeniMax a Activision Blizzard |
| Finanční ředitel (CFO)             | Tim Stuart     | Finanční řízení divize                                      |
| Provozní ředitel (COO)             | Dave McCarthy  | Zajištění technologických služeb a uživatelské zkušenosti   |
| Prezident Activision               | Rob Kostich    | Vedení Activisionu                                          |
| Prezidentka Blizzard Entertainment | Johanna Faries | Vedení Blizzard Entertainment                               |
| Prezident King                     | Todd Green     | Vedení mobilního vydavatele King                            |
| CEO ZeniMax Media                  | Jamie Leder    | Vedení skupiny ZeniMax Media a jejích studií                |

Microsoft Gaming ke konci roku 2024 vlastnil přes 40 herních studií a zaměstnával více než 20 000 lidí po celém světě.

## Hry a herní značky
Mezi hlavní značky, které Microsoft Gaming vlastní nebo publikuje, patří:
- Střílečky (FPS): Call of Duty, Halo, Doom, Quake, Overwatch
- RPG: The Elder Scrolls, Fallout, Fable, Diablo, Pillars of Eternity
- Strategie (RTS): Age of Empires, StarCraft, Warcraft
- Platformovky: Banjo-Kazooie, Spyro, Crash Bandicoot
- Simulace: Microsoft Flight Simulator
- Závodní hry: Forza Horizon, Forza Motorsport
- Survival a adventury: Minecraft, Grounded, State of Decay

Minecraft je nejprodávanější videohrou všech dob s více než 350 miliony prodaných kopií, zatímco Call of Duty dosáhl tržeb přes 30 miliard USD a více než 500 milionů prodaných kopií napříč sérií.
Po akvizici Activision Blizzard v roce 2023 se Microsoft stal vydavatelem s největším počtem aktivních hráčů – přes 500 milionů měsíčně.

## Televizní a filmové adaptace
Microsoft Gaming spolupracuje s různými produkčními studii na adaptaci herních značek pro film a televizi. Mezi hlavní projekty patří:
- Halo – televizní seriál (Showtime / Paramount+, 2022)[39]
- Fallout – televizní seriál (Amazon MGM Studios, 2024)
- Minecraft – hraný film (Warner Bros., premiéra 2025)
- Minecraft: The Animated Series – animovaný seriál (WildBrain)[40]
- Gears of War – hraný film a animovaný seriál (Netflix)
- Grounded – animovaný seriál (Bardel Entertainment)

Seriál Fallout se stal nejúspěšnějším pořadem Amazonu od dob Pána prstenů: Prsteny moci a film Minecraft zaznamenal rekordní otvírací víkend v hodnotě 157 milionů USD v USA a 301 milionů USD celosvětově.

## Herní služby

Xbox Game Pass

### Xbox Game Pass
Xbox Game Pass je předplacená služba spuštěná v roce 2017, která poskytuje přístup ke stovkám her za měsíční poplatek. Kromě titulů Microsoftu zahrnuje i hry třetích stran. Služba je dostupná pro:
- Konzole Xbox
- Počítače s Windows
- Cloudové hraní (xCloud)

K únoru 2024 měla služba 34 milionů předplatitelů. Microsoft ročně investuje více než 1 miliardu USD na rozšíření herní knihovny.

### Xbox Cloud Gaming
Xbox Cloud Gaming (xCloud) byl spuštěn v roce 2020 jako součást Game Pass Ultimate. Umožňuje streamování her na různá zařízení bez nutnosti vlastnit výkonný hardware – například na smartphonech, tabletech, Smart TV a slabších počítačích.

### Xbox Network a další platformy
Microsoft Gaming provozuje řadu softwarových a online platforem:
- Xbox Network – online síť pro konzole a multiplayer
- Battle.net – platforma Blizzardu
- Microsoft Store – digitální obchod s hrami a aplikacemi
- Xbox app / Game Bar / Companion – aplikace pro PC a mobilní zařízení

V roce 2024 oznámila Sarah Bond spuštění vlastního mobilního herního obchodu, nejprve jako webovou verzi, později s ambicí konkurovat Google Play a App Store. Store bude zpočátku obsahovat hry jako Minecraft a Candy Crush.

## Mezinárodní působení a marketing
Microsoft Gaming má rozsáhlou globální působnost. Vlastní nebo provozuje herní studia ve více než 15 zemích, včetně:
- Spojené státy americké – většina klíčových studií a sídlo společnosti
- Kanada – např. The Coalition, Beenox
- Spojené království – např. Rare, Playground Games, Ninja Theory
- Japonsko – Tango Gameworks (do roku 2024)

Microsoft Gaming zaměstnává více než 20 000 lidí a jeho strategie počítá s růstem v mobilním i PC segmentu, zejména v regionech s rostoucí hráčskou základnou, jako jsou Čína, Indie a Latinská Amerika.

## Herní výstavy a prezentace

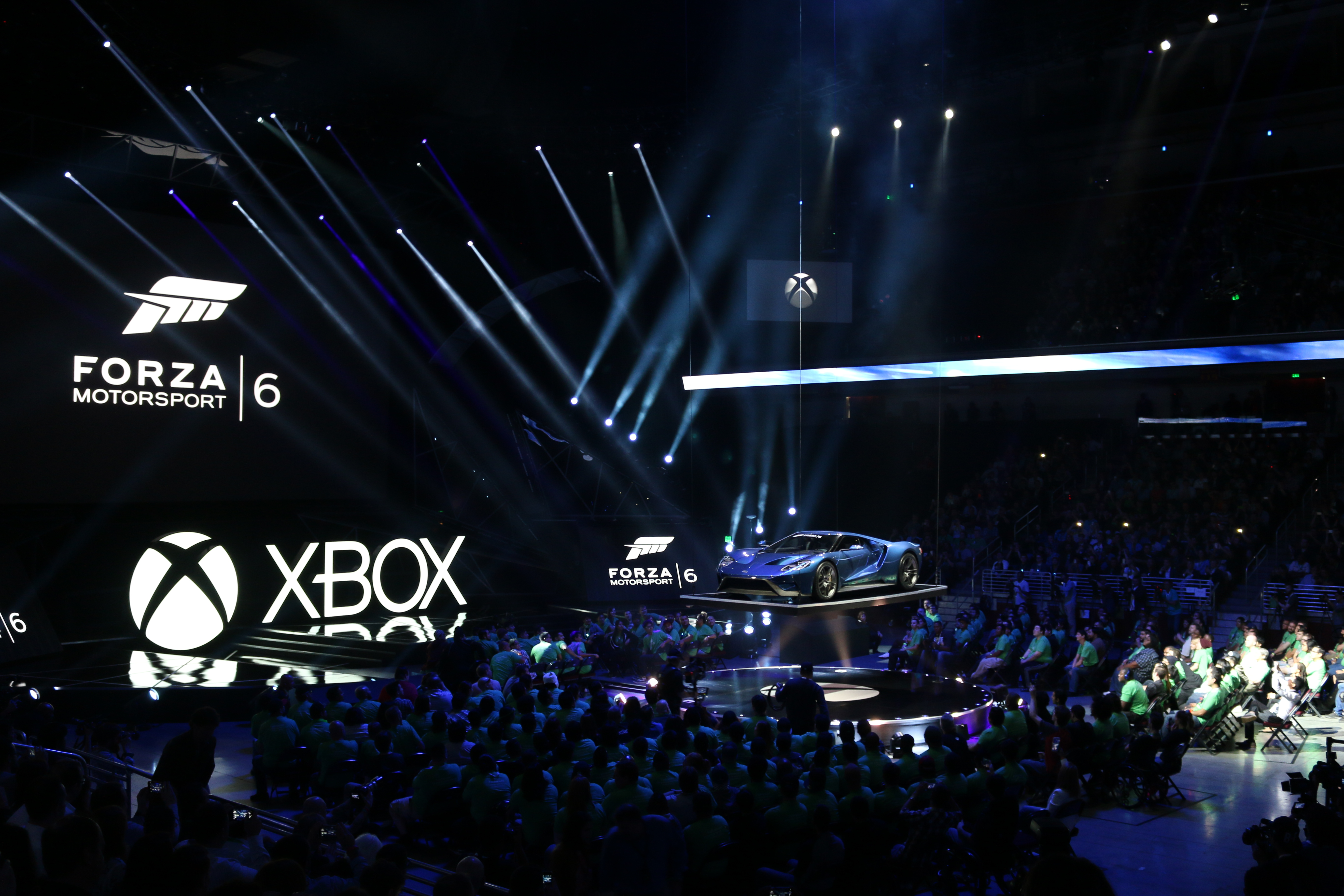
Prototyp vozu Ford GT a úvodní vůz hry Forza Motorsport 6 je spouštěn do Galenova centra během tiskové konference Xboxu na výstavě E3 2015.

Společnost se pravidelně účastní nejvýznamnějších herních veletrhů:
- E3 (USA)
- Gamescom (Německo)
- Tokyo Game Show (Japonsko)
- Paris Games Week (Francie)
- CCXP (Brazílie)
- Summer Game Fest (celosvětově online)

Kromě toho organizuje vlastní akce:
- Xbox Games Showcase
- Developer_Direct
- Xbox Partner Preview
- BlizzCon (skrze Blizzard)
- QuakeCon (skrze id Software)
- Inside Xbox a akce řady X0[48]

Phil Spencer opakovaně zdůrazňuje důležitost transparentní komunikace s fanoušky a herní komunitou. Po problematickém uvedení hry Redfall se Spencer veřejně omluvil a slíbil důslednější dohled nad kvalitou vydávaných titulů.

## Současná strategie
Od svého vzniku v roce 2022 se Microsoft Gaming transformoval z tradičního výrobce herních konzolí na rozsáhlou multiplatformní divizi zaměřenou na vývoj, vydávání a distribuci her. Strategií společnosti je posun od exkluzivity k širší dostupnosti obsahu napříč platformami, zejména prostřednictvím služby Game Pass. Významnou roli v růstu sehrála expanze na mobilní trh, umožněná akvizicí společnosti King. Microsoft Gaming rovněž posílil podporu herního vývoje pro platformy PC a cloud, včetně služby xCloud a spolupráce s výrobci přenosných zařízení.
Dlouhodobou prioritou společnosti zůstává rozvoj silných značek, jako jsou Minecraft, Call of Duty, The Elder Scrolls, Diablo nebo Halo, a zároveň postupné otevírání vybraných titulů i pro konzole konkurence, například PlayStation a Nintendo. Přesto zůstává značka Xbox důležitou součástí herního ekosystému Microsoftu a vývoj konzolí pokračuje.
V letech 2024–2025 se Microsoft Gaming stal podle výnosů třetím největším vydavatelem videoher na světě a zároveň zaměstnavatelem s největším počtem pracovníků v herním průmyslu.[zdroj?] Firma však čelí kritice za propouštění zaměstnanců, rušení studií a obavy z centralizace klíčových značek. Generální ředitel Phil Spencer opakovaně uvedl, že hlavním cílem společnosti je zpřístupnění her co nejširšímu publiku, a že budoucnost videoher nespočívá v počtu prodaných konzolí, ale v rozsahu hráčské základny napříč zařízeními.